# 日本写真家協会
公益社団法人日本写真家協会（にほんしゃしんかきょうかい、Japan Professional Photographers Society　略称JPS）は、日本の写真家の組織で、1950年5月12日に創立。初代会長は木村伊兵衛。2023年6月時点での会長は熊切大輔。

## 主催事業
1951年より「日本写真家協会展」（1976年にJPS展に改称）を毎年開催している。名取洋之助写真賞、笹本恒子写真賞の開催。ほかにも肖像権関連のシンポジウムや会報の発行などの業務を行っている。

## 所在地
- 東京都千代田区一番町25番地

## 日本写真家協会賞
1967年に創設された。この賞は「写真技術に関する発見、発明、開発において顕著な功績が認められる個人または団体。写真文化の発展について著しい貢献もしくは寄付、功績のあった個人または団体に対し贈られる」と規定されている。以下に受賞者一覧を記す。
- 第1回（1967年）富士フォトサロン
- 第2回（1971年）ニコンサロン、ペンタックスギャラリー
- 第3回（1973年）旭光学工業株式会社、ミノルタカメラ株式会社
- 第4回（1975年）伊奈信男
- 第5回（1976年）株式会社写真弘社
- 第6回（1977年）金丸重嶺
- 第7回（1981年）株式会社平凡社
- 第8回（1982年）キヤノンサロン
- 第9回（1983年）春木榮
- 第10回（1984年）オリエンタル写真工業株式会社
- 第11回（1985年）山田義人
- 第12回（1986年）ミノルタカメラ株式会社
- 第13回（1987年）貫井提吉
- 第14回（1988年）株式会社ピーピーエス通信社
- 第15回（1989年）東京工芸大学短期大学部
- 第16回（1990年）コニカ株式会社　コニカプラザ
- 第17回（1991年）北原守夫
- 第18回（1992年）日本写真機光学機器検査協会（JCII）
- 第19回（1993年）朝日新聞社『アサヒカメラ』
- 第20回（1994年）富士写真フイルム株式会社
- 第21回（1995年）株式会社日本カメラ社
- 第22回（1996年）朝日新聞社　文化企画局
- 第23回（1997年）日本コダック株式会社「コダックフォトサロン」
- 第24回（1998年）オリンパス販売株式会社　オリンパスプラザ
- 第25回（1999年）「写真の町」東川町
- 第26回（2000年）株式会社シグマ
- 第27回（2001年）財団法人土門拳記念館
- 第28回（2002年）ニコン　ニッコールクラブ
- 第29回（2003年）日本大学芸術学部写真学科
- 第30回（2004年）株式会社フレームマン
- 第31回（2005年）島津興業・尚古集成館
- 第32回（2006年）財団法人東京都歴史文化財団 東京都写真美術館
- 第33回（2007年）小沢健志
- 第34回（2008年）セイコーエプソン株式会社・エプソン販売株式会社
- 第35回（2009年）『DAYS JAPAN』誌
- 第41回（2015年）堀内カラー
- 第42回（2016年）髙栁昇
- 第43回（2017年）日経ナショナル ジオグラフィックス社
- 第44回（2018年）ソニーイメージングプロダクツ&ソリューションズ株式会社
- 第45回（2019年）一般財団法人日本写真文化協会「ポートレートギャラリー」
- 第46回（2020年）凸版印刷株式会社　印刷博物館
- 第47回（2021年）株式会社日本写真企画
- 第48回（2022年）
- 第49回（2023年）月刊誌『CAPA』（株式会社ワン・パブリッシング）[5]
- 第50回（2024年） ライカカメラジャパン株式会社

## 名取洋之助写真賞
2005年に第1回が開催された名取洋之助の名を冠した賞で、“新進写真家の発掘と活動を奨励する”ために40歳までの写真家を対象としている。第1回から第8回までは30歳まで、第9回から第17回までは35歳までだった（第16回は前年が新型コロナウイルスで中止となったため36歳まで）。
|                  | 写真賞     | 奨励賞              | 備考 |
| ---------------- | ---------- | ------------------- | ---- |
| 第1回（2005年）  | 清水哲朗   | 伊原美代子          |      |
| 第2回（2006年）  | 江原一禎   | 王晟陽              |      |
| 第3回（2007年）  | 今村拓馬   | 山本剛士            |      |
| 第4回（2008年）  | 柳瀬元樹   | 中井菜央            |      |
| 第5回（2009年）  | 久塚真央   | 三澤史明            |      |
| 第6回（2010年）  | 宮川トム   | 中塩正樹            |      |
| 第7回（2011年）  | 林典子     | 山野雄樹            |      |
| 第8回（2012年）  | 安田菜津紀 | 山本剛士            |      |
| 第9回（2013年）  | 山本剛士   | 片山育美            |      |
| 第10回（2014年） | 高橋智史   | 中塩正樹            |      |
| 第11回（2015年） | 鳥飼祥恵   | 増田貴大            |      |
| 第12回（2016年） | 川上真     | 和田芽衣            |      |
| 第13回（2017年） | 関健作     | 楠本涼              |      |
| 第14回（2018年） | 鈴木雄介   | やどかりみさお      |      |
| 第15回（2019年） | 和田拓海   | 藤本いきる          |      |
| 第16回（2021年） | 川嶋久人   | 喜屋武真之介        |      |
| 第17回（2022年） | 該当者なし | 鄒楠                |      |
| 第18回（2023年） | 中条望     | 齊藤小弥太 小山幸佑 |      |
| 第19回（2024年） | 藤原昇平   | 星野藍              |      |

## 笹本恒子写真賞
2016年に創設された笹本恒子の名を冠した賞で、3年以上の実績をもち、現在活動中の写真家を受賞の対象としている。
|                 | 受賞者     | 備考 |
| --------------- | ---------- | ---- |
| 第1回（2017年） | 宇井眞紀子 |      |
| 第2回（2018年） | 足立君江   |      |
| 第3回（2019年） | 吉永友愛   |      |
| 第4回（2021年） | 渋谷敦志   |      |
| 第5回（2022年） | 西野嘉憲   |      |
| 第6回（2023年） | 高橋宣之   |      |
| 第7回（2024年） | 遠藤励     |      |

## 歴代会長
- 木村伊兵衛（1950〜1957年）[1]
- 渡辺義雄（1957〜1980年）
- 三木淳（1980〜1988年）
- 藤本四八（1988〜1995年）
- 田沼武能（1995〜2015年）
- 熊切圭介（2015〜2019年）
- 野町和嘉（2019〜2023年）
- 熊切大輔（2023～）